# Faust i Mefistofeles (utwór Jerzego Żuławskiego)

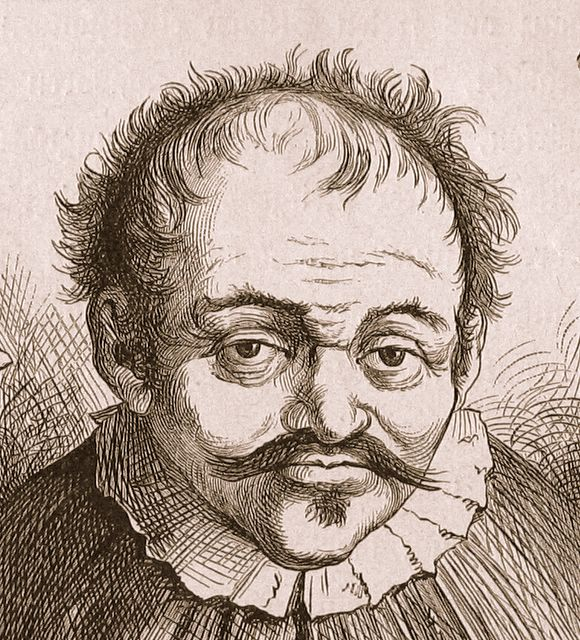
Johann Georg Faust

Faust i Mefistofeles – poemat dialogowy młodopolskiego poety Jerzego Żuławskiego. Utwór nawiązuje do znanego wątku do doktorze Fauście i Mefistofelesie. Jest napisany klasycznym polskim trzynastozgłoskowcem ze średniówką po sylabie siódmej, rymowanym abbacddc.
Dobry sobie! Anioły nie są tak ponętne!
Patrz! opadło z jej piersi nakrycie; – bielizna
lepiej stroi niż suknia – nawet mędrzec przyzna!
Patrz na twarz jej! Te rysy tak dziewicze, smętne...
sen tak cichy... A wiesz ty, o czem ona marzy?
Śni, że motyl leciuchny usiadł jej na usta,
łechce, draźni – a przecież go dziewczyna pusta
nie chce spędzić, choć czuje rumieniec na twarzy...
Nie wie czemu... Ten motyl rozkoszny ją wstydzi...
Śni, że lilję do gorsu wpięła, a lilija
pierś kielichem musnęła i w łono się wpija...
Zobacz też: Faust (dramat Christophera Marlowe’a).